# Patrick Bornhauser

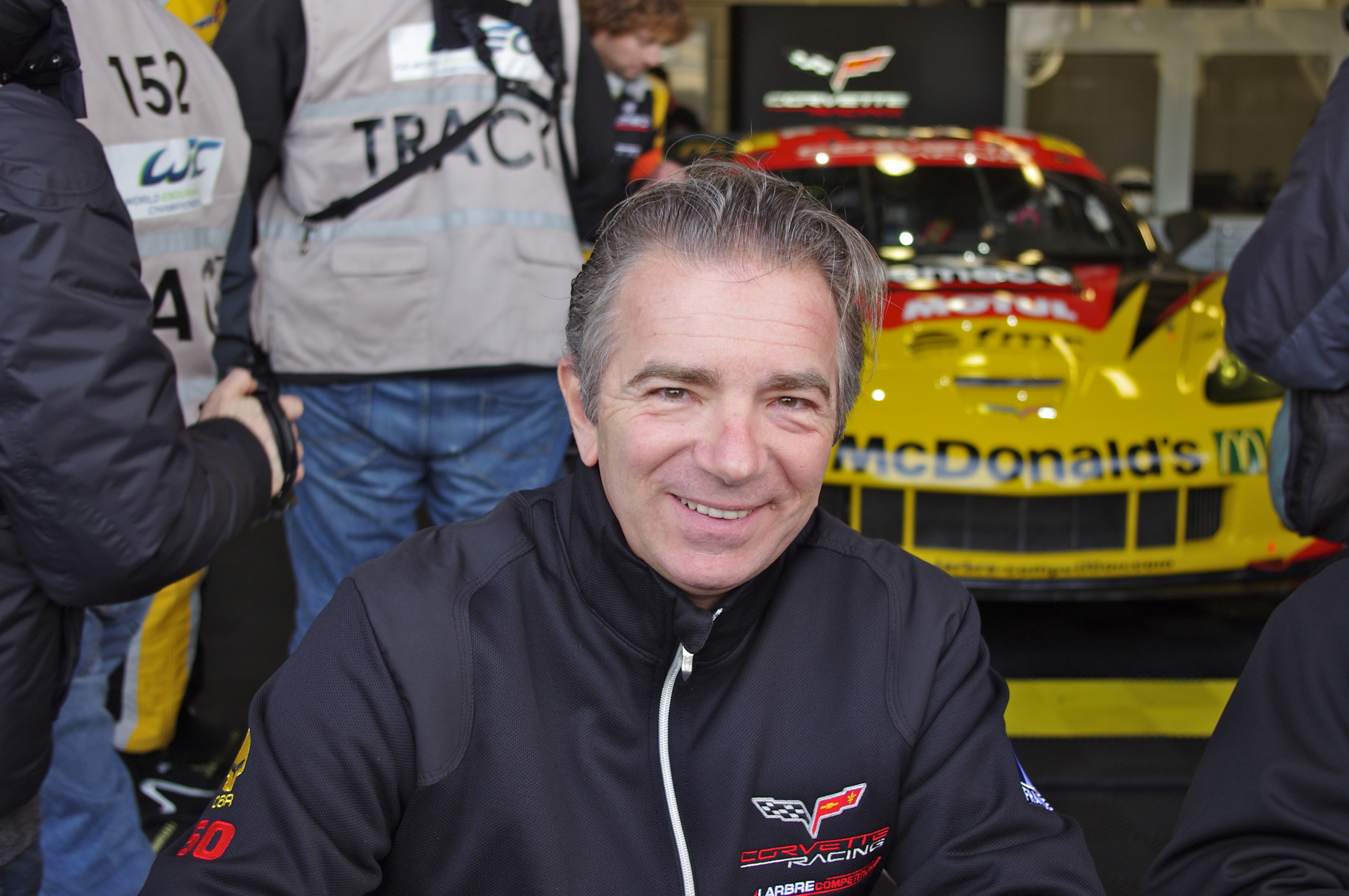
Patrick Bornhauser bei der Autogrammstunde vor dem 6-Stunden-Rennen von Silverstone 2013

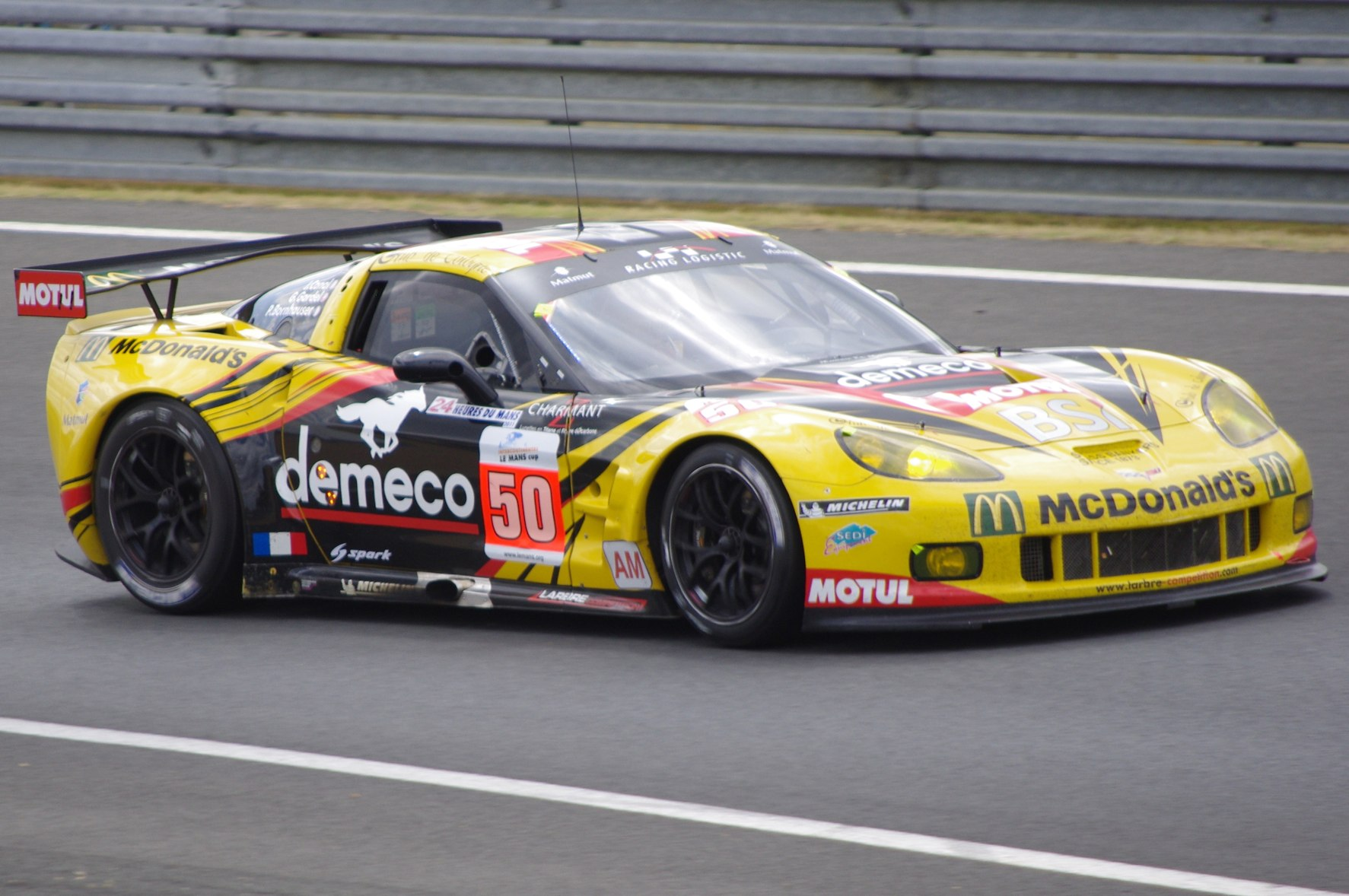
Chevrolet Corvette C6.R-ZR1 von Julien Canal und Gabriele Gardel beim 24-Stunden-Rennen von Le Mans 2011

Patrick Bornhauser (* 29. Juni 1957 in Orléans) ist ein französischer Unternehmer und ehemaliger Autorennfahrer. 

## Unternehmer
Patrick Bornhauser wurde 1986 Vorstandsvorsitzender von Demeco, einem Umzugsunternehmen mit 275 Standorten in Europa. Mit 1800 Fahrzeugen werden jährlich mehr als 100000 Umzüge für Einzelpersonen, Familien sowie Handels- und Industriebetrieben durchgeführt. 2003 übernahm er mit seinem Industriebebeteiligungsunternehmen die Anteilsmehrheit an Demeco.

## Karriere im Motorsport
Seine Karriere als Rennfahrer begann Bornhauser 1994 im französischen Peugeot 905 Spider Cup, wo er hinter William David, Cathy Muller, Gérard Dillmann und Patrick Gonin Gesamtfünfter der Meisterschaft wurde. Ende der 1990er-Jahre wurde er zum regelmäßigen Teilnehmer der französischen GT-Meisterschaft. 2004 (auf einer Chrysler Viper GTS-R vor Bruno Besson, David Hallyday und Olivier Thévenin), 2005 (Chrysler Viper GTS-R), 2008 (gemeinsam mit Christophe Bouchut auf einem Saleen S7R) und 2010 (mit Laurent Groppi auf einem Porsche 911 GT3 R) gewann er die Gesamtwertung der Meisterschaft. Er wurde damit zu einem der erfolgreichsten Rennfahrer dieser Rennserie.
Auch im Internationalen GT-Sport war Bornhauser erfolgreich. Zweimal, 2011 und 2012 gewann er die GTE-Am-Klasse beim 24-Stunden-Rennen von Le Mans. 

## Statistik

### Le-Mans-Ergebnisse
| Jahr | Team                       | Fahrzeug                    | Teamkollege          | Teamkollege        | Platzierung             | Ausfallgrund     |
| ---- | -------------------------- | --------------------------- | -------------------- | ------------------ | ----------------------- | ---------------- |
| 2006 | Larbre Compétition         | Ferrari 550 GTS Maranello   | Jean-Luc Blanchemain | Gabriele Gardel    | Ausfall                 | Kupplungsschaden |
| 2007 | Aston Martin Racing Larbre | Aston Martin DBR9           | Roland Bervillé      | Gregor Fisken      | Rang 29                 |                  |
| 2008 | Larbre Compétition         | Saleen S7-R                 | David Hallyday       | Christophe Bouchut | Rang 28                 |                  |
| 2011 | Larbre Compétition         | Chevrolet Corvette C6.R-ZR1 | Julien Canal         | Gabriele Gardel    | Rang 20 und Klassensieg |                  |
| 2012 | Larbre Compétition         | Chevrolet Corvette C6.R     | Julien Canal         | Pedro Lamy         | Rang 20 und Klassensieg |                  |
| 2013 | Larbre Compétition         | Chevrolet Corvette C6.R-ZR1 | Julien Canal         | Ricky Taylor       | Rang 29                 |                  |

### Sebring-Ergebnisse
| Jahr | Team               | Fahrzeug                  | Teamkollege     | Teamkollege  | Platzierung | Ausfallgrund |
| ---- | ------------------ | ------------------------- | --------------- | ------------ | ----------- | ------------ |
| 2011 | Larbre Compétition | Chevrolet Corvette C6-ZR1 | Gabriele Gardel | Julien Canal | Ausfall     | Elektrik     |
| 2012 | Larbre Compétition | Chevrolet Corvette C6-ZR1 | Pedro Lamy      | Julien Canal | Ausfall     | Defekt       |

### Einzelergebnisse in der FIA-Langstrecken-Weltmeisterschaft
| Saison | Team               | Rennwagen               | 1   | 2   | 3   | 4   | 5   | 6   | 7   | 8   |
| ------ | ------------------ | ----------------------- | --- | --- | --- | --- | --- | --- | --- | --- |
| 2012   | Larbre Compétition | Chevrolet Corvette C6.R | SEB | SPA | LEM | SIL | SAO | BAH | FUJ | SHA |
| 2012   | Larbre Compétition | Chevrolet Corvette C6.R | DNF | 27  | 20  | DNF | DNF | 21  | 21  | 19  |
| 2013   | Larbre Compétition | Chevrolet Corvette C6.R | SIL | SPA | LEM | SAO | AUS | FUJ | SHA | BAH |
| 2013   | Larbre Compétition | Chevrolet Corvette C6.R | 21  | 23  | 29  | 19  | 22  | 29  | 22  | 17  |